# Värska (plaats)
Värska (Seto: Verska) is de hoofdplaats van de gemeente Setomaa (Estisch: Setomaa vald) in de provincie Võrumaa in het zuidoosten van Estland. De plaats heeft de status van vlek (Estisch: alevik). Bij de volkstelling van 2011 woonden er 443 mensen. In 2021 waren dat er 407.
Tot in november 2017 was Värska de hoofdplaats van de gelijknamige gemeente. In die maand werd de gemeente bij de fusiegemeente Setomaa gevoegd.
Värska ligt aan de Baai van Värska (Estisch: Värska laht), een uitloper van het Meer van Pskov. De plaats is het eindpunt van de Tugimaantee 45, de secundaire weg van Tartu via Räpina naar Värska. Sinds de annexatie van Petseri door de Russische Socialistische Federatieve Sovjetrepubliek in 1945 is Värska het culturele centrum van de Setogemeenschap.

## Faciliteiten
Värska heeft een kleine haven aan de Baai van Värska.
Belangrijk voor de plaatselijke economie is de mineraalwaterfabriek Värska Vesi AS. In de jaren zestig van de 20e eeuw werden bij Värska bronnen ontdekt op een diepte van ca. 500 meter onder het aardoppervlak. Uit twee daarvan wordt sinds 1973 water gewonnen. In 1993 werd het staatsbedrijf omgezet in een aktsiaselts, een vennootschap. Het water wordt niet alleen in Estland verkocht, maar ook in de omringende landen. Daarnaast verkoopt het bedrijf ook water met allerlei smaakjes en vruchtensappen. Het heeft ca. 75 mensen in dienst.
Värska is ook een kuuroord. Op diverse plaatsen is het mogelijk een bad te nemen in mineraalwater of in modder uit het Õrsava järv, een meer aan het uiteinde van de Baai van Värska.
De orthodoxe kerk van Värska, de Värska Püha Georgiuse kirik, is gewijd aan Sint-Joris. De kerk is aangesloten bij de Estische Apostolisch-Orthodoxe Kerk. De naamdag van de heilige wordt hier gevierd op 6 mei. De kerk, opgetrokken uit baksteen en veldsteen, kwam gereed in 1907. Ze verving een houten kerk uit 1759. De kerkklok dateert uit 1926. Omdat hij te veel barsten heeft, kan hij niet meer worden gebruikt. De kerk heeft zowel een klokkentoren als een koepel. De iconostase is even oud als de kerk zelf. Rond de kerk ligt een kerkhof, waar onder anderen Anne Vabarna, zangeres van Setoliederen, en de dichter Paul Haavaoks begraven liggen. Op 500 meter afstand is een tweede kerkhof, dat al in de 15e eeuw in gebruik was.
In het bezoekerscentrum van Värska, een reconstructie van het buitenhuis van luitenant-generaal Nikolai Reek, zijn permanente exposities te bezichtigen over de Estische Onafhankelijkheidsoorlog en de mineraalwaterindustrie in Värska.
De vaste collectie van het Seto Boerderijmuseum (Estisch: Seto Talumuuseum) biedt een inzicht in het leven van de Seto in de vroege 20e eeuw. Daarnaast zijn er vaak wisselexposities.

## Geschiedenis
Värska werd voor het eerst genoemd in 1563 onder de naam Верхъустье (Verchoestje). In 1585 heette de plaats Верхоустинский (Verchoöestinskij), in 1652 Верхуско of Верхутско (Verchoesko of Verchoetsko), in 1790 погостъ Верхулинскои (pogost Verchoelinskoi), in 1882 Верхнее Устье (Verchneje Oestje), Верхоустье (Verchoöestje), of (pogost) Гвоздница (Gvozdnitsa), in 1901 Verska külä, in 1903 Werska of Верхутская (Verchoetskaja), in 1904 Verska, Верхоустье (Verchoöestje) of Верхоустинскій погостъ (Verchoöestinskij pogost), in 1923 Värska.
In de 16e eeuw was Värska het centrum van een guba, een district met juridische en administratieve bevoegdheden. In de 18e eeuw behoorde de plaats tot de bezittingen van het klooster in Petsjory. In de 19e eeuw lag het dorp in een nulk, een regio waar de taal Seto werd gesproken, de nulk Tsätski. Tsätski lag in de gemeente Lobotka met Lobotka als hoofdplaats. Het gebied kwam pas in 1919, tijdens de Estische Onafhankelijkheidsoorlog, onder Estland; daarvoor viel het onder het Gouvernement Pskov.
Tijdens de Eerste Wereldoorlog (1915/1916) had Värska al kortstondig een postkantoor; In 1923 opende de Estische postdienst er een postkantoor.
In de jaren 1922–1950 was Värska de hoofdplaats van de gemeente Järvesuu, die tot in 1945 in de provincie Petserimaa lag. In 1937 kreeg Värska de status van alevik (vlek). In 1945 werd de provincie geannexeerd door de Russische Socialistische Federatieve Sovjetrepubliek. Järvesuu bleef bij Estland en werd bij de provincie Võrumaa gevoegd. Tussen 1950 en 1992 was de gemeente vervangen door een dorpssovjet, eerst binnen het rajon Räpina en vanaf 1961 binnen het rajon Põlva. Tussen 1992 en 2017 bestond er weer een gemeente Värska, nu in de provincie Põlvamaa. Toen de gemeente Värska bij Setomaa werd gevoegd, verhuisde ze van Põlvamaa naar Võrumaa.

## Geboren in Värska
Värska is de geboorteplaats van dichter Paul Haavaoks (1924–1983).

## Foto's

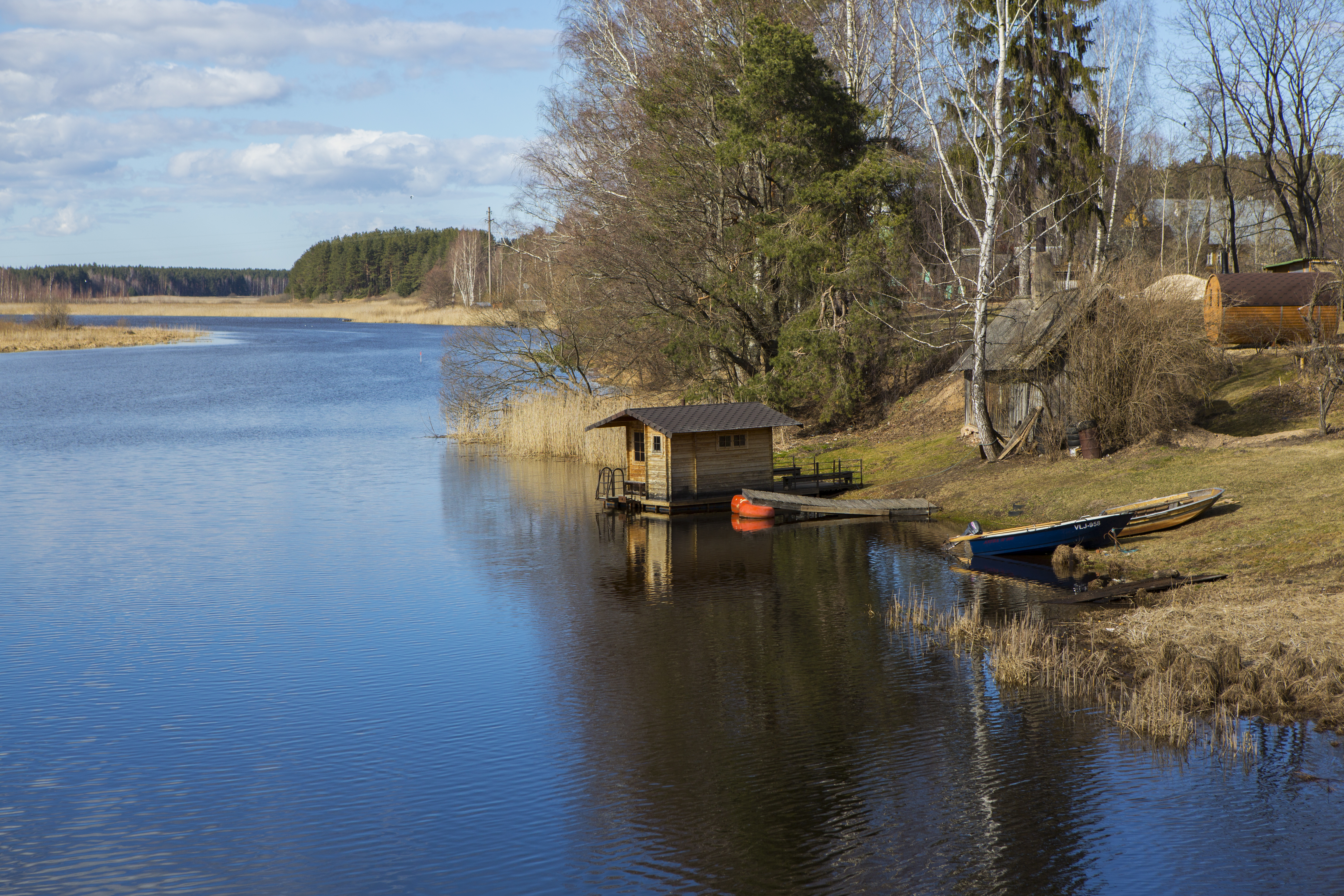
De Baai van Värska
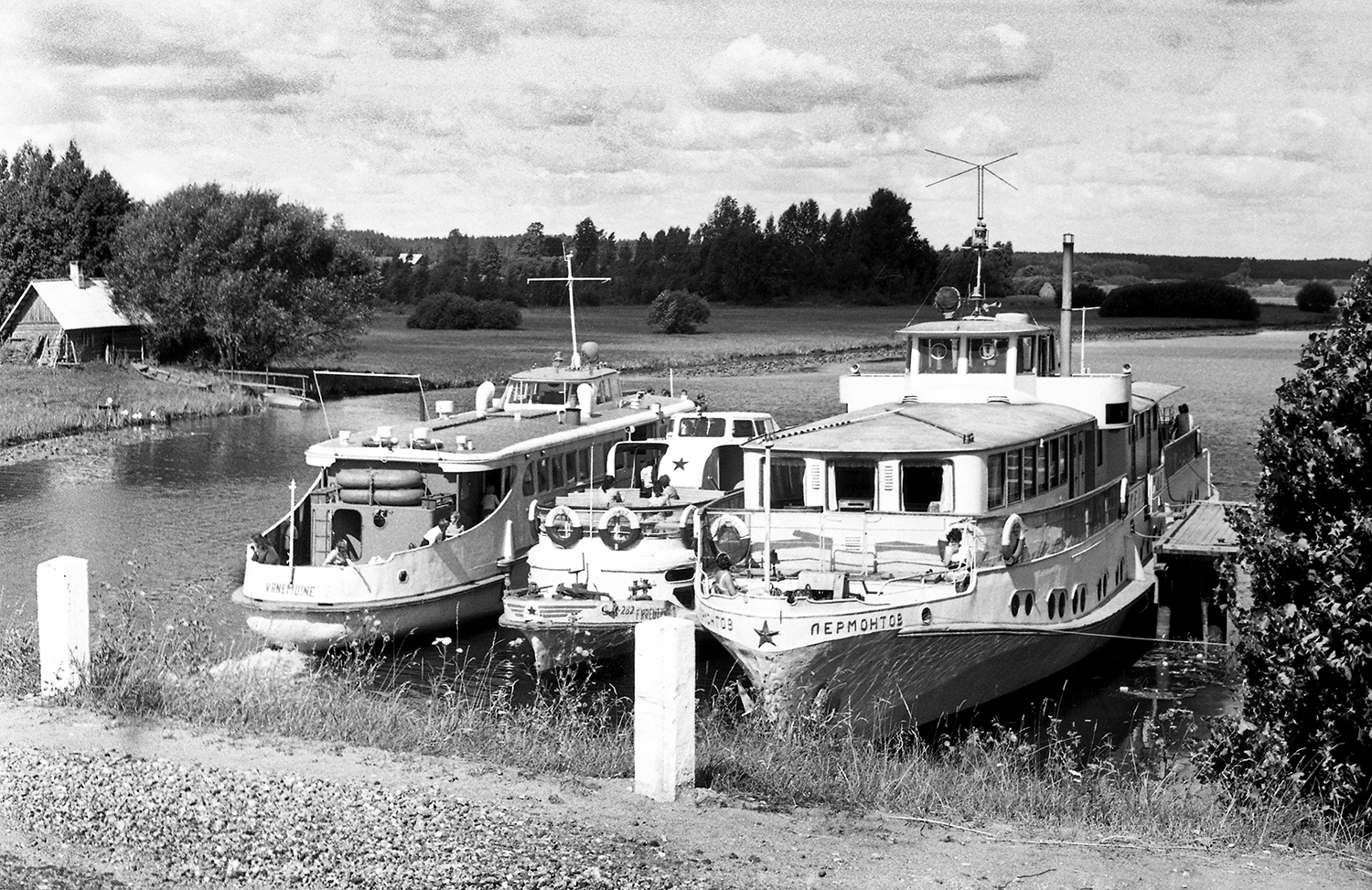
De haven anno 1972
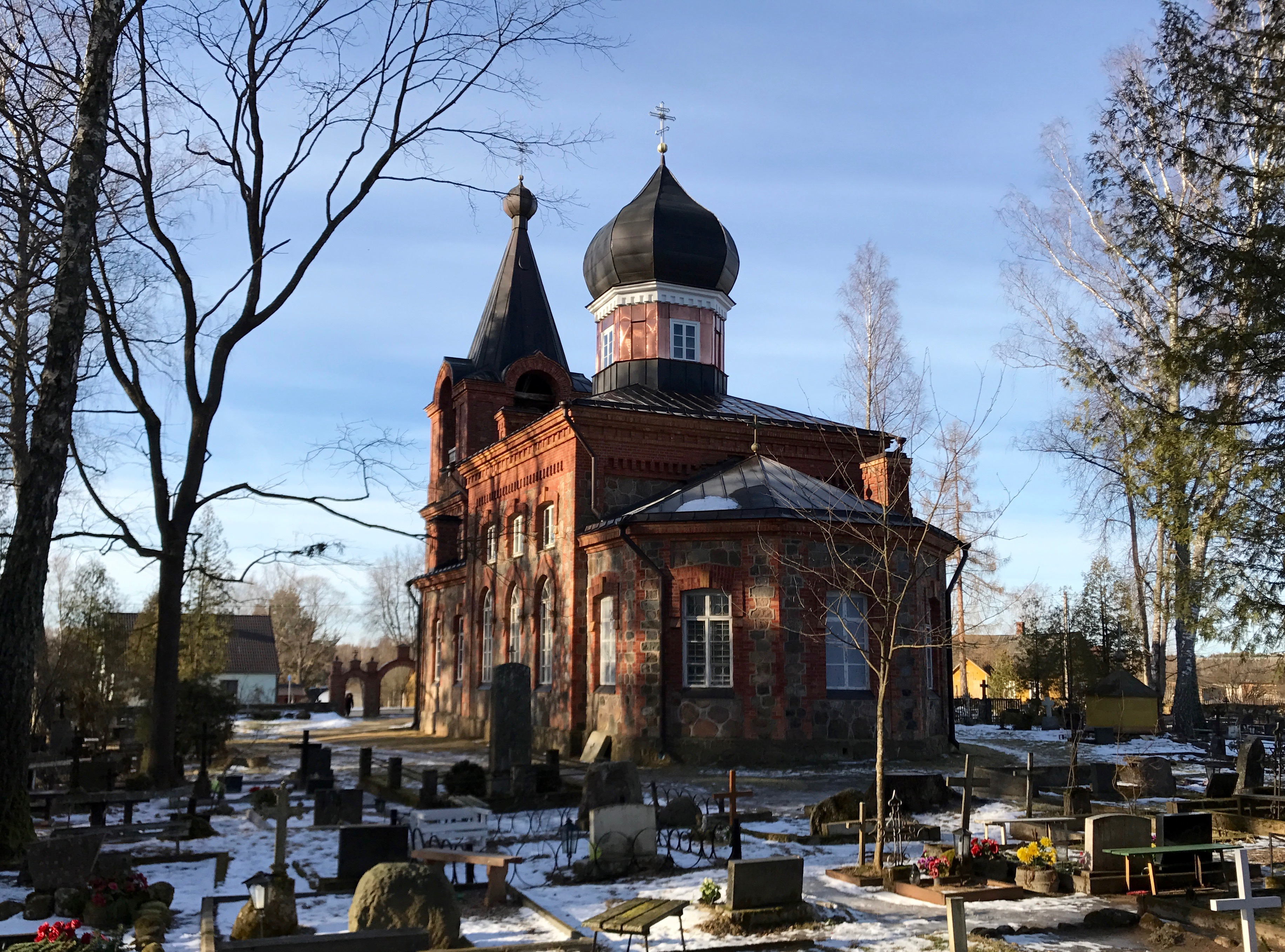
De orthodoxe kerk
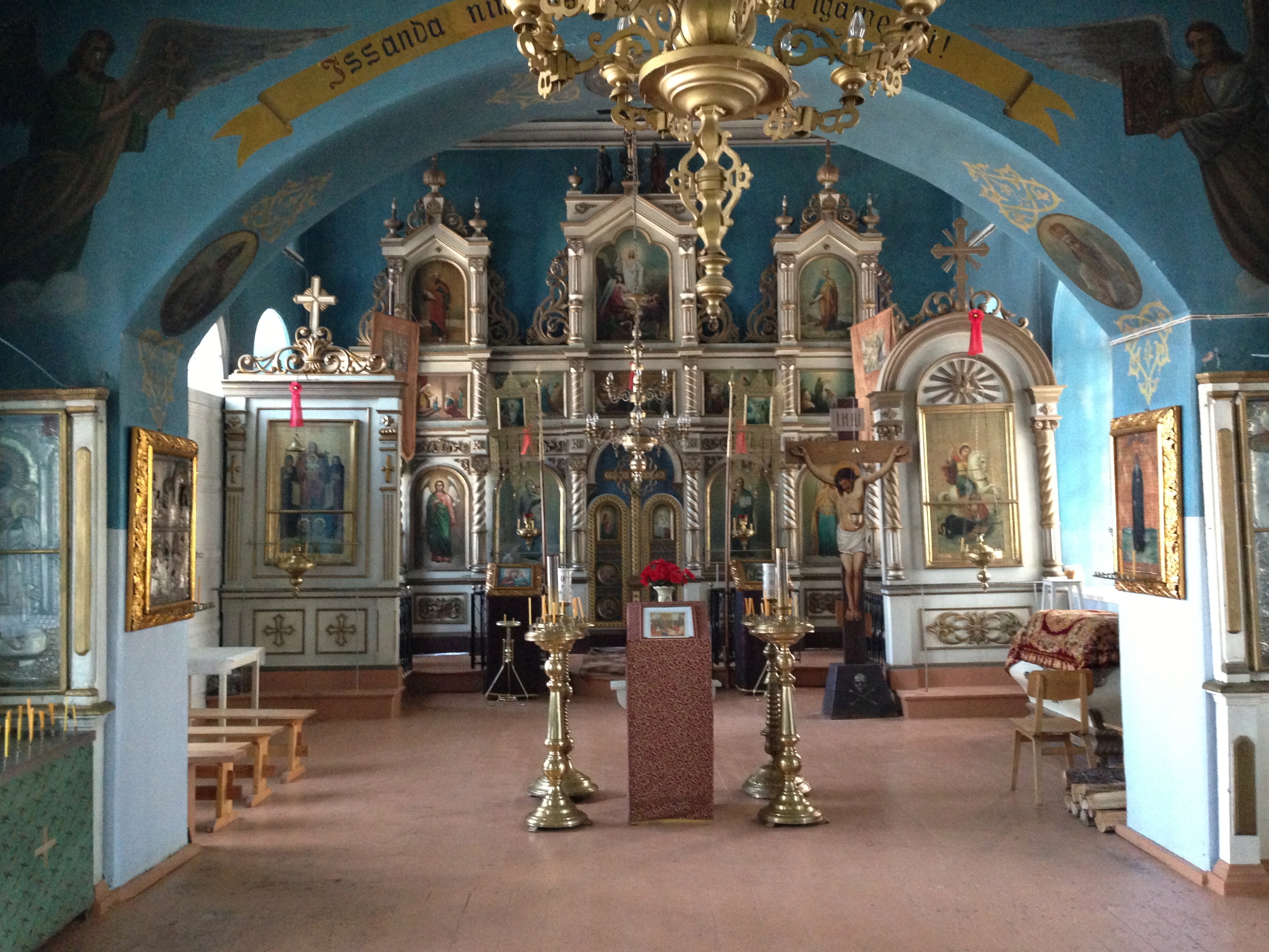
Interieur van de kerk
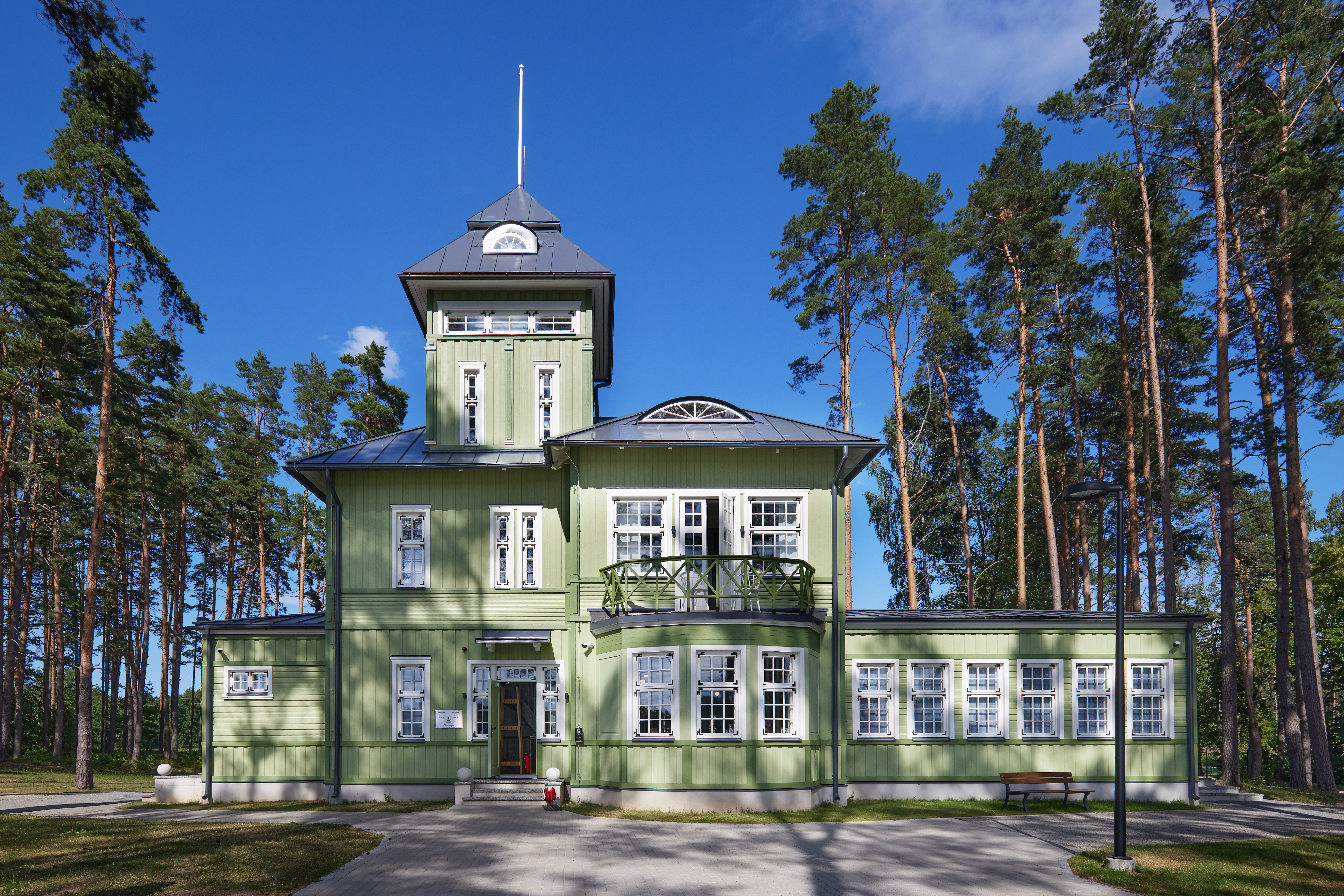
Bezoekerscentrum
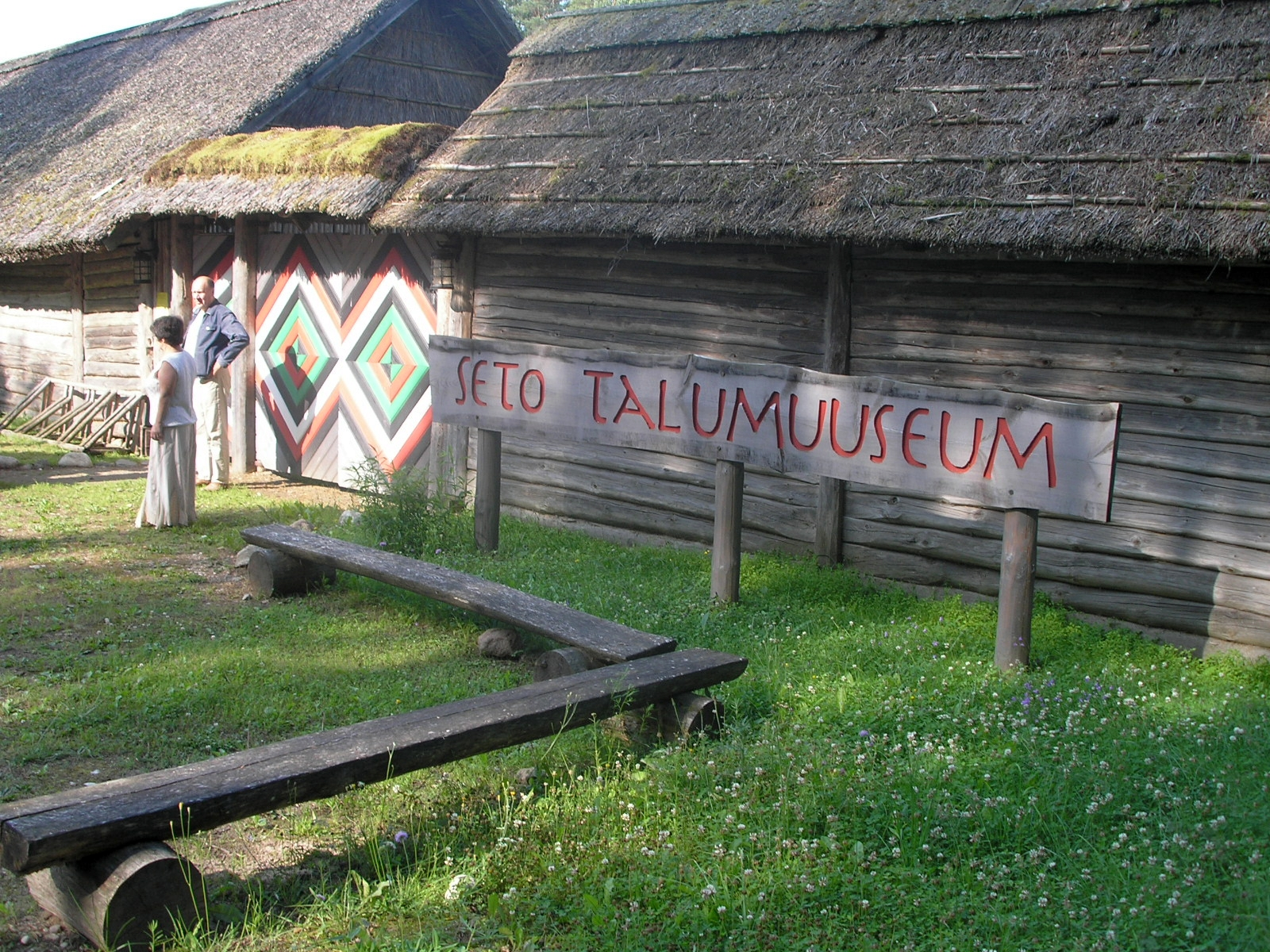
Seto Talumuuseum
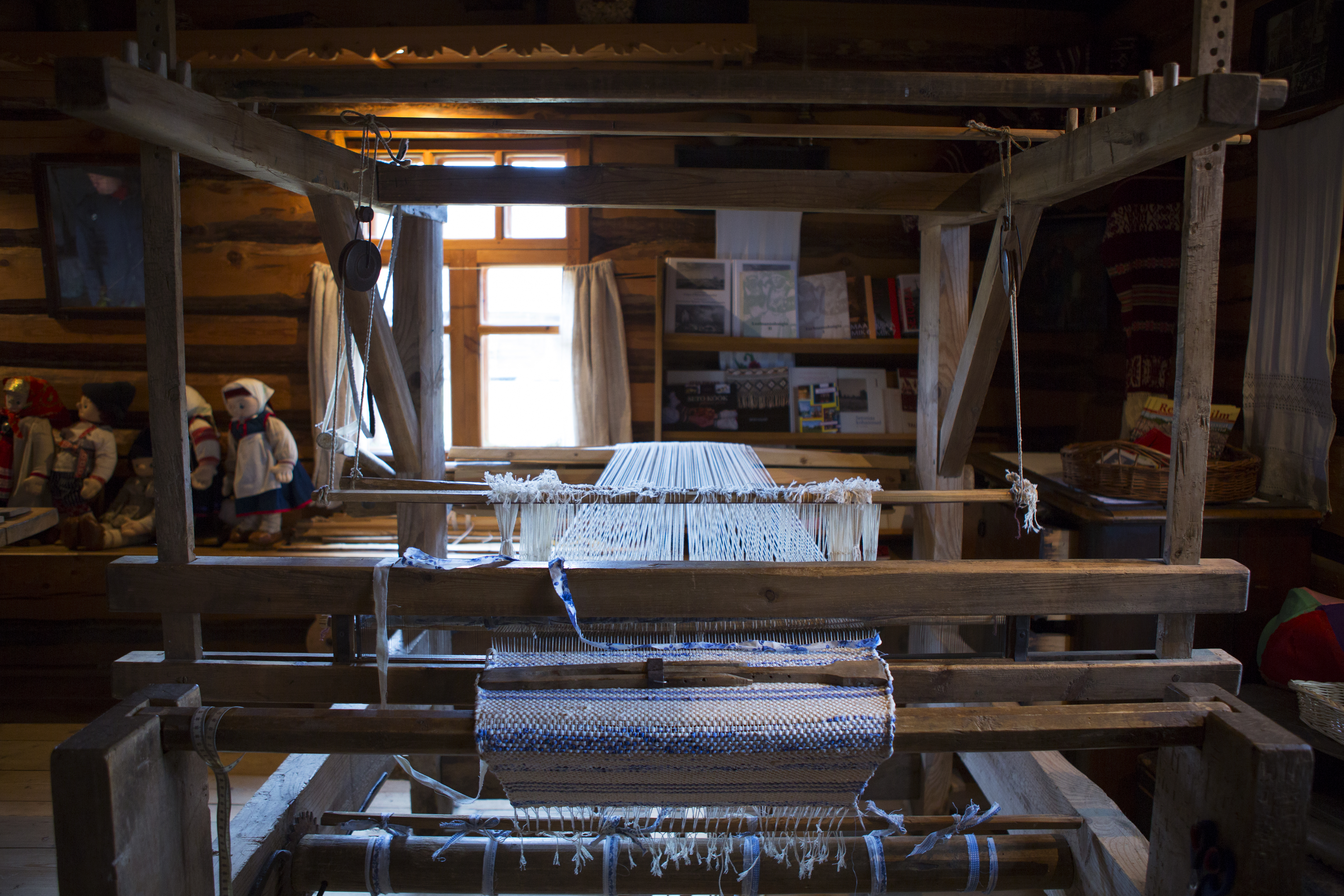
Weefgetouw in het museum
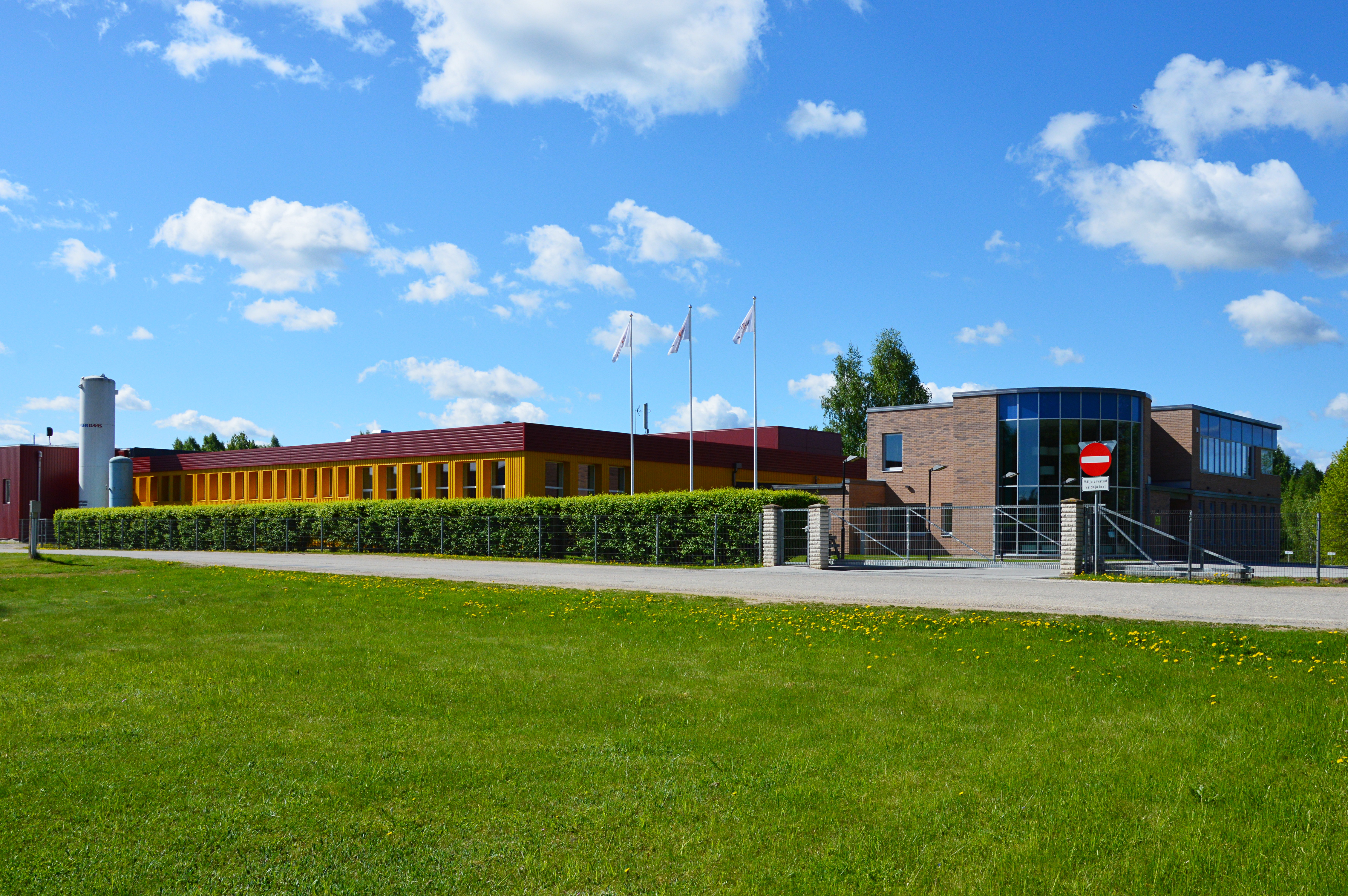
Mineraalwaterfabriek
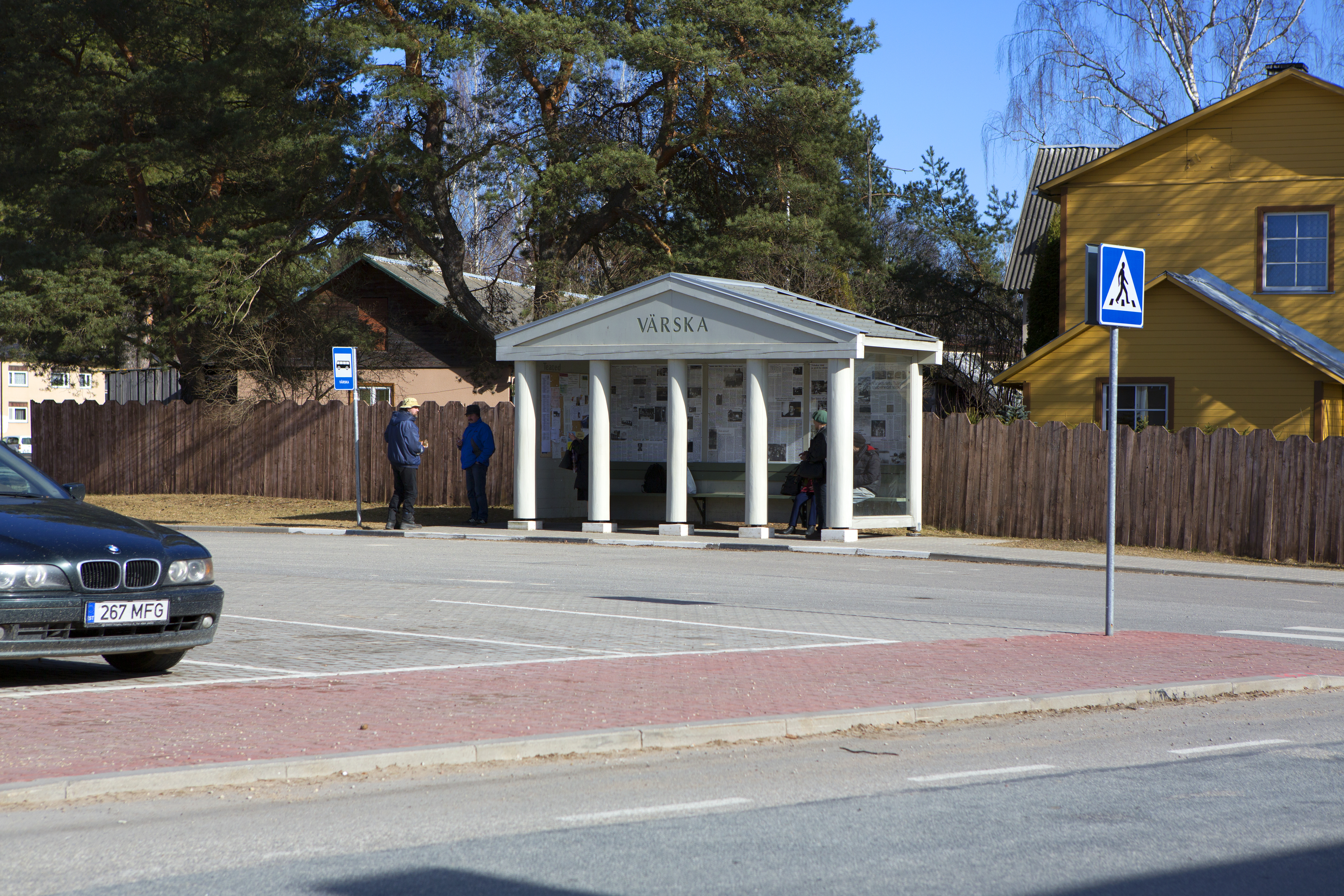
Bushalte